# Bradypodion caffer
Bradypodion caffer là một loài thằn lằn trong họ Chamaeleonidae. Loài này được Boettger mô tả khoa học đầu tiên năm 1889.

## Hình ảnh

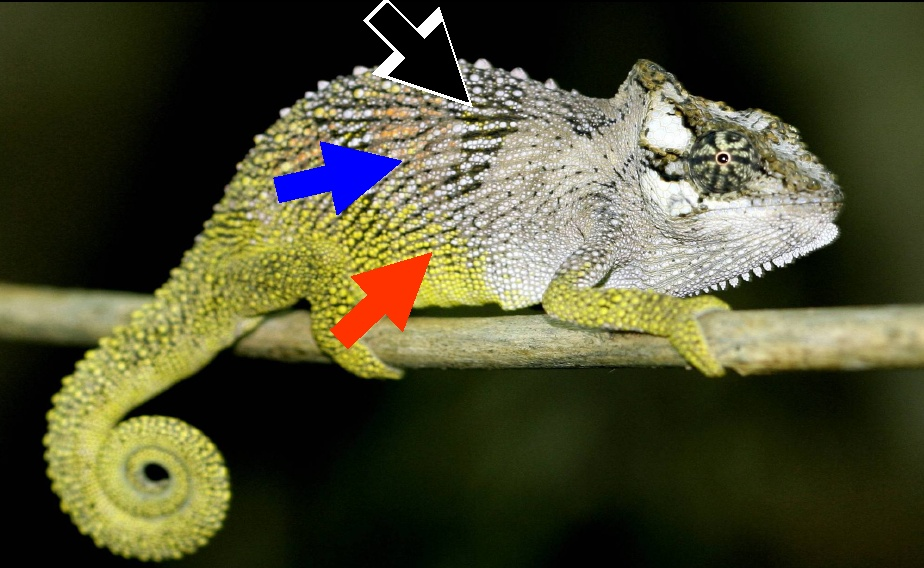